# Francis all'Accademia
Francis all'Accademia (Francis Goes to West Point) è il terzo episodio della saga Francis, il mulo parlante, realizzato da Arthur Lubin nel 1952.

## Trama
Peter Sterling, padrone del mulo parlante, si iscrive al West Point e porta Francis con sé come mascotte.

## Produzione
- Nel film c'è anche una breve apparizione di Leonard Nimoy.